# Medalla de distinción en el Servicio Militar (Azerbaiyán)
La Medalla de distinción en el Servicio Militar de Azerbaiyán (en azerí: "Hərbi xidmətdə fərqlənməyə görə" medalı) es una condecoración militar azerí.

## Historia
Fue creada por Ley de la República de Azerbaiyán N.º 327-IIQD de 17 de mayo de 2002 (Gaceta «Azərbaycan» n.º 124 de 02.06.2002), modificada por Ley N.º 732-IVQD de 30 de septiembre de 2013.
Se otorga para recompensar a aquellos que hayan demostrado excelente preparación para la batalla, servicio de combate, valentía, dedicación y otros servicios prestados durante la época del servicio militar. Se otorga en tres grados: primero, segundo y tercero.

### Jerarquía
La ostentación de la Medalla será en el lado izquierdo del pecho, después de la Medalla al Mérito Militar o superiores, que irán por delante.

## Características
La medalla consiste en una placa de 36 mm de diámetro con las esquinas lisas y convexas, cuyo anverso tiene en el centro una estrella de ocho puntas, sobre la estrella un águila, un ancla sobre el águila, y dos rifles cruzados sobre el ancla. Alrededor de la estrella, rayos del centro hacia fuera dejando un borde, con la inscripción «Hərbi xidmətdə fərqlənməyə görə» (distinción en el servicio militar) en la parte superior del borde, y hojas de roble en la parte inferior del borde. El color de la medalla varía según el grado de la misma.
El reverso tiene su superficie lisa, con el número de medalla grabado en el centro.
La insignia va enganchada a una cinta de seda de color verde oliva con los bordes verticales de 1 mm de ancho de color dorado, mediante un pasador de tres cuerpos, con el dibujo de una luna y una estrella de ocho puntas.

### Variaciones según grado
El metal de la medalla y del pasador y la cinta tienen variaciones según el grado otorgado:
- Tercer grado: medalla en plata, pasador en plata, cinta con tres franjas verticales en color dorado el centro.
- Segundo grado: medalla con el borde en plata y el centro en oro, pasador con el centro en oro y laterales en plata, cinta con dos franjas verticales en color dorado en el centro.
- Primer grado: medalla en oro, pasador en oro, cinta con una franja vertical central en color dorado.